# Grupo de Forcados Amadores de Tomar
O Grupo de Forcados Amadores de Tomar é um grupo de forcados sediado em Tomar, no Ribatejo. Um dos grupos de forcados com maior antiguidade em Portugal, o actual Grupo de Tomar foi fundado a 8 de Agosto de 1956, tendo mantido uma actividade ininterrupta desde então.

## História
Tomar tem uma antiquíssima História relacionada com a tauromaquia em geral e à forcadagem em particular. 
A primeira Praça de Toiros permanente em Tomar, no Alto de Santo André, data de 1883. O primeiro espectáculo taurino realizou-se a 29 de Junho de 1883. A primeira corrida oficial decorreu em 1884, uma corrida de 12 toiros, lidados pelos cavaleiros Carlos Relvas e José Bento de Araújo.
Estando a primeira Praça a necessitar de obras, foi decidido construir um nova. A segunda Praça de Toiros de Tomar foi inaugurada em 15 de Julho de 1894 por ocasião da Festa do Tabuleiros. É desta data o primeiro registo de um grupo de forcados designado de Tomar. Este grupo e outros que lhe sucederam não tiveram continuidade.
Outro grupo de forcados de Tomar pegou na inauguração da actual praça de Toiros de Tomar, designada Praça de Toiros de José Salvador, a 24 de Maio de 1908.
O Cabo fundador do actual Grupo foi Manuel Faia, datando a primeira corrida de 8 de Agosto de 1956. A rivalidade entre irmãos levou a que brevemente lhe sucedesse como Cabo o seu irmão João Faia, que comandou o Grupo de 1959 até 1966. 
O Cabo com o mandato mais longo foi Carlos Aberto, que liderou os Amadores de Tomar durante 18 anos, de 1996 até 2014. O actual Cabo é, desde 2019, Hélder Parker, que sucedeu ao anterior Cabo Marco Fernandes de Jesus.

## Cabos
1. Manuel Faia (1956–1959)
2. João Faia (1959–1966)
3. Jorge Monteiro (1966–1974)
4. Manuel Vidal (1974–1975)
5. Manuel Alfaiate Pereira (1975–1979)
6. Jorge Carvalho (1979–1981)
7. José Simões Berto (1981–1983)
8. António Graça (1983–1986)
9. Porfírio Manuel dos Santos (1986–1988)
10. Manuel Serra (1988–1990 e 1992–1993)
11. Francisco Luís Faia (1990–1992)
12. Paulo Graça (1993–1996)
13. Carlos Alberto (1996–2014)
14. Marco Fernandes de Jesus (2014–2019)
15. Hélder Parker (2019–presente)